# Heinrich Balss
Heinrich Balss (geboren am 3. Juni 1886 in Mainz; gestorben am 17. September 1957 in München) war ein deutscher Crustaceologe.

## Leben
Heinrich Balss besuchte in Mainz die Volksschule und erlangte 1904 das Abitur an einem humanistischen Gymnasium. Anschließend begann er das Studium der Mathematik an der Ruprecht-Karls-Universität in Heidelberg, das er jedoch nach einem Semester abbrach. 1905 zog er nach München, um Zoologie zu studieren. Mit der Dissertation „Über die Entwicklung der Geschlechtsgänge bei Cestoden nebst Bemerkungen zur Ectodermfrage“ promovierte Balss im Jahre 1908.
Bereits während seines Studiums stand er in engem Kontakt mit Franz Theodor Doflein, der Balss nach dessen Dissertation als wissenschaftlichen Hilfsarbeiter bei der Zoologischen Staatssammlung München anstellte. Balss befasste sich in der Folge mit Dofleins Sammlung von marinen Lebewesen, von der er u. a. Mitteilungen über Seefedern und Fangschreckenkrebse veröffentlichte. Er bearbeitete auch die zoologische Ausbeute der Pola-Expedition in das Rote Meer sowie die der Valdivia-Expedition. Im Jahr 1912 forschte Balss in Neapel an der Zoologischen Station Neapel über den Geschmacks- und Geruchssinn bei Garnelen. Obwohl sich Balss mit marinen Lebewesen befasste, war dies sein letzter Aufenthalt am Meer.
Balss wurde am 1. August 1915 zum Königlichen Kustos ernannt und musste nur wenige Monate später in den Kriegsdienst. Nach dem Ersten Weltkrieg heiratete er im Jahr 1920 und beschäftigte sich mit Dekapoden aus Westafrika, Australien sowie weiterhin mit Dofleins Sammlung und die der Valdivia- und Pola-Expedition. Ab 1924 behandelte Balss auch die Geschichte der Zoologie bzw. Naturwissenschaft und veröffentlichte unter anderem die Titel „Praeformation und Epigenese in der griechischen Philosophie“ sowie „Studien über Aristoteles als vergleichenden Anatom“.
Im Jahr 1925 wurde Balss zum Professor ernannt, 1927 bzw. 1928 konnte er seine Bearbeitungen über die Pola- und Valvidia-Expedition abschließen. 1928 wurde Balss Hauptkonservator der Zoologischen Staatssammlungen und veröffentlichte sein Werk Albertus Magnus als Zoologe, worin er jenen als ersten deutschen Naturforscher bezeichnete. Neben weiteren Arbeiten über Zehnfußkrebse (u. a. die der Woltereck-Expedition oder der Herm’schen Reisen) veröffentlichte Balss auch zu historischen Themen, etwa über „Die Zeugungslehre und Embryologie in der Antike“.
1937 wurde Balss auf der Grundlage der Nürnberger Gesetze in den vorzeitigen Ruhestand versetzt. In der Folge konnte er nur mehr als Gast seine Forschungen an der Zoologischen Staatssammlung weiterführen. Erst zum 16. Februar 1946 erfolgte die Wiederanstellung. 1951 ging Balss in den Ruhestand. Zwei Tage nach seiner Frau verstarb er am 17. September 1957 im Alter von 71 Jahren.
Nach Heinrich Balss wurden einige Taxa benannt; u. a. die Partnergarnelen-Gattung Balssia Kemp, 1922 sowie der Mittelkrebs Galathea balssi Miyake, S. & Baba, K., 1964.
Balss ist der Erstbeschreiber einiger Taxa. So beschrieb er beispielsweise den Einsiedlerkrebs Sympagurus dofleini 1910 und die Krabbe Xanthias gilbertensis im Jahr 1938.

## Schriften (Auswahl)
- Stomatopoden des Roten Meeres. – Exp. S.M. Schiff „Pola“ in das Rote Meer, nördl. und südl. Hälfte 1895/96-1897/98. – Zool. Ergebn. XXVIII. -Denkschr. K. Akad. Wiss. Wien, math.-naturw. Kl. 85:1-4. 1910.
- mit F. Doflein: Die Galatheiden der Deutschen Tiefsee-Expedition. – Wiss. Ergebn. Deutsche Tiefsee-Exp. „Valdivia“ 1898-99 20(3):129-184. 1913. (Digitalisat online)
- Über Chemorezeption bei Garnelen. – Biol. Centralbl. 33 (8), S. 508–515. 1913.
- Studien an fossilen Decapoden. – Palaeont. Zs. Berlin 5(2), S. 123–147. 1922.
- Über Anpassungen und Symbiose der Paguriden. Eine zusammenfassende Übersicht. – Zs. Morph. Ökol. Berlin 1(4): S. 752–792. 1924.
- Geschichte der Zoologischen Sammlungen. – In: Die wissenschaftlichen Anstalten der Ludwig-Maximilians-Universität zu München. – Chronik zur Jahrhundertfeier, i.A.d. akademischen Senats. Hrsg. K.A. von Müller, München: 300-315. 1926.
- Decapoda. In: Grimpe & Wagler: Tierwelt d. Nord- und Ostsee. Lieferung 6, Teil X(2): S. 9–112. 1927.
- Albertus Magnus als Zoologe (= Münchner Beiträge zur Geschichte und Literatur der Naturwissenschaften und Medizin. Band 11/12). München 1928, S. 1–155.
- Beiträge zur Kenntnis der Potamonidae (Süßwasserkrabben) des Kongogebietes. In: Rev. Zool. Bot. Afr. Tervueren. Band 28, Nr. 2, 1936, S. 165–204.
- Stomatopoda. – In: Bronn, H.G.: Klassen und Ordnungen des Tierreichs 5, Abt. 1, Buch 6, Teil 2, S. 1–173. 1938.
- Aristoteles Biologische Schriften. – Verlag Ernst Heimeran, München: S. 301. 1943.
- Albertus Magnus als Biologe. Werk und Ursprung. – Große Naturforscher 1, Wissensch. Verlagsges., Stuttgart: S. 306. 1947.
- Decapoda. 1.–15. Lief. – In: Bronn's Klassen und Ordnungen des Tierreichs. 5, I. Abt., 7. Buch, S. 1–2169. 1940-1961.
- Die Tausendfüßler, Insekten und Spinnen bei Albertus Magnus. In: Sudhoffs Archiv 38, 1954, S. 303–322.